# Lopescladius hyporheicus
Lopescladius hyporheicus är en tvåvingeart som beskrevs av Coffman och Roback 1984. Lopescladius hyporheicus ingår i släktet Lopescladius och familjen fjädermyggor. Inga underarter finns listade i Catalogue of Life.